# Crocodylus anthropophagus
Crocodylus anthropophagus – gatunek wymarłego krokodyla żyjącego na przełomie pliocenu i plejstocenu we wschodniej Afryce. Został opisany w 2010 roku przez Christophera Brochu i współpracowników w oparciu o niekompletną czaszkę oraz fragmentaryczne pozostałości szkieletu pozaczaszkowego (NNHM-OLD-1001) odkryte w 2007 roku w Wąwozie Olduvai, na powierzchni pomiędzy dwiema warstwami tufu wulkanicznego. Oprócz holotypu odnaleziono także szczątki co najmniej kilku osobników, obejmujące pozostałości czaszki, w tym puszki mózgowej, kości kończyn, kręgi, osteodermy. Skamieniałości liczą około 1,84 mln lat – w tym okresie na terenie Wąwozu Olduvai żyły również hominidy Homo habilis i Paranthropus boisei. Crocodylus anthropophagus cechował się dużymi wyrostkami na kościach łuskowych. Nie występowało u niego wydłużenie grzebienia przedoczodołowego typowe dla indopacyficznych przedstawicieli rodzaju Crocodylus oraz środkowych guzków rostralnych, diagnostycznych dla neotropikalnych Crocodylus. Budowa szkieletu pozaczaszkowego jest podobna jak u współczesnych przedstawicieli tego rodzaju. Głęboki pysk i rogi upodabniają C. anthropophagus do Voay robustus – dużego krokodyla żyjącego na Madagaskarze jeszcze około 2000 lat temu. C. anthropophagus osiągał prawdopodobnie rozmiary zbliżone do krokodyla nilowego i był największym drapieżnikiem występującym na terenie Wąwozu Olduvai. Ślady zębów odnalezione na kościach dowodzą, że polował m.in. na wczesne hominidy. Ponieważ współczesne mu hominidy były stosunkowo niewielkie, ślady ukąszeń na kościach prawdopodobnie są wynikiem ataku krokodyli niewielkich lub średnich rozmiarów, gdyż większe osobniki były w stanie zjeść hominida w całości, nie pozostawiając żadnych śladów. Do faktu zjadania człowiekowatych odnosi się nazwa gatunkowa anthropophagus, pochodząca od greckich słów anthropos („człowiek”) i phagus („pożeracz”).
Analiza filogenetyczna przeprowadzona przez Brochu i współpracowników sugeruje, że C. anthropophagus jest jednym z kilku wymarłych przedstawicieli kladu Crocodylus, a jego bliskie pokrewieństwo ze współczesnymi przedstawicielami rodzaju wspiera kilka synapomorfii. Pokrewieństwo wewnątrz Crocodylus nie jest jednak dokładnie poznane – przy konsensusie Adamsa C. anthropognathus znajduje się w politomii z C. palaeindicus, kladem obejmującym krokodyle błotnego, syjamskiego, różańcowego, australijskiego, nowogwinejskiego i filipińskiego oraz kladem, do którego należą krokodyle nilowy, amerykański, kubański, meksykański i krokodyl z Orinoko.

## Przypisy

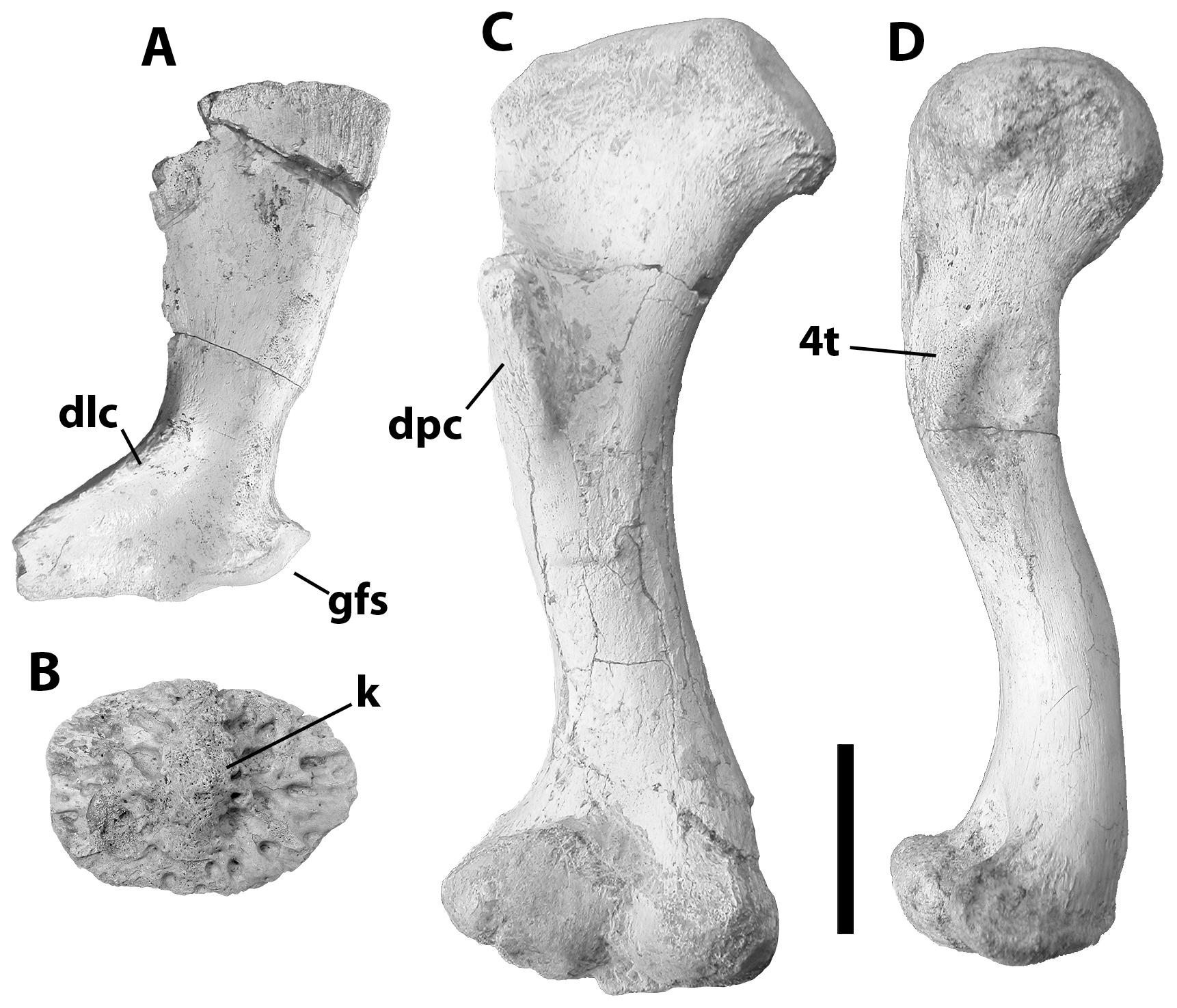
Szczątki szkieletu pozaczaszkowego przypisywane do C. anthropophagus

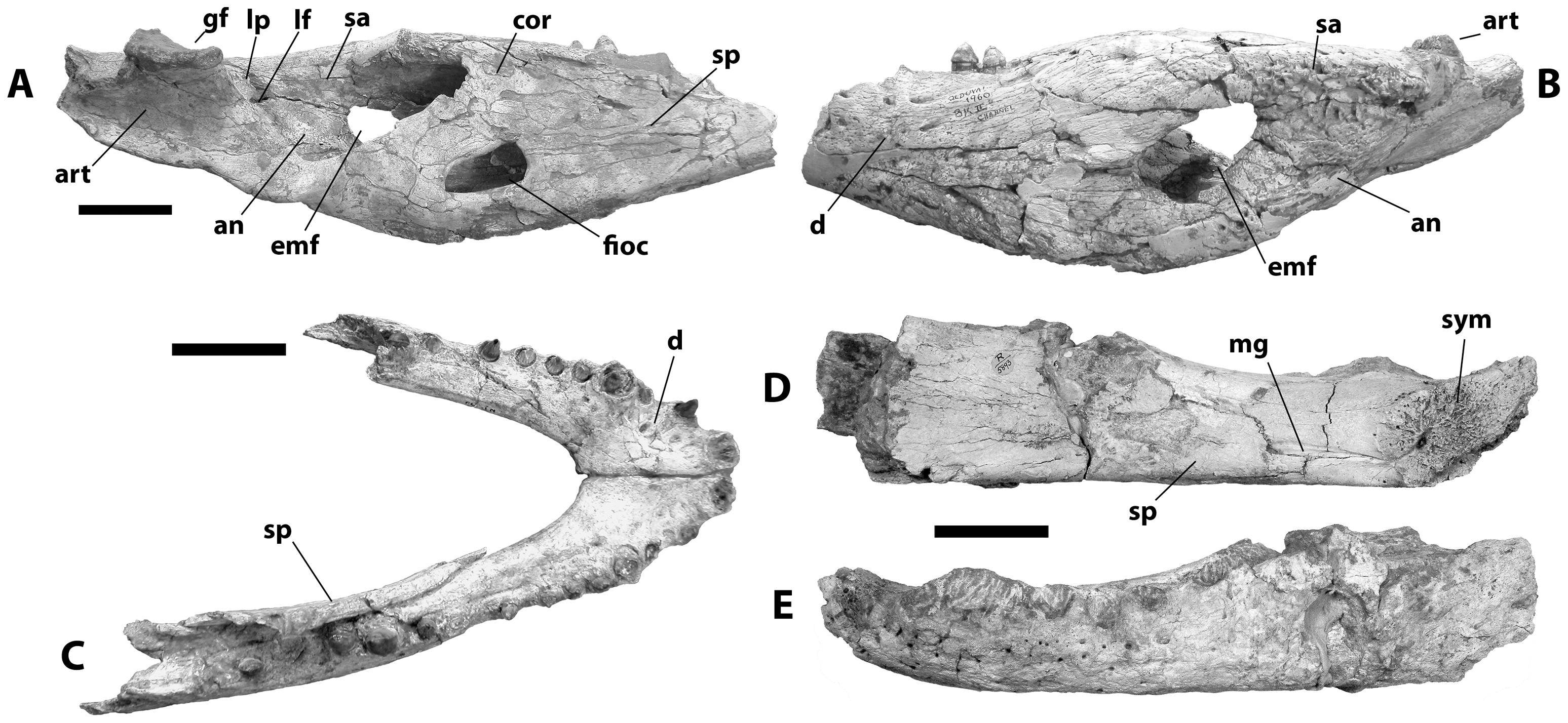
Skamieniałości żuchwy